# Agarrate Catalina
Agarrate Catalina es una murga uruguaya fundada en 2001. En 2003 hacen su debut en el Carnaval mayor, y desde entonces obtienen el primer lugar del concurso oficial en los años 2005, 2006, 2008, 2011 y  2020
Su director responsable es Yamandú Cardozo, y los textos son realizados por el mismo junto a su hermano Tabaré Cardozo y a Carlos Tanco. Por varios años la dirección escénica y los arreglos corales estuvieron a cargo de Martin Duarte. Actualmente esa tarea la desempeña Tabaré Cardozo. 

## Historia

### Primeros años

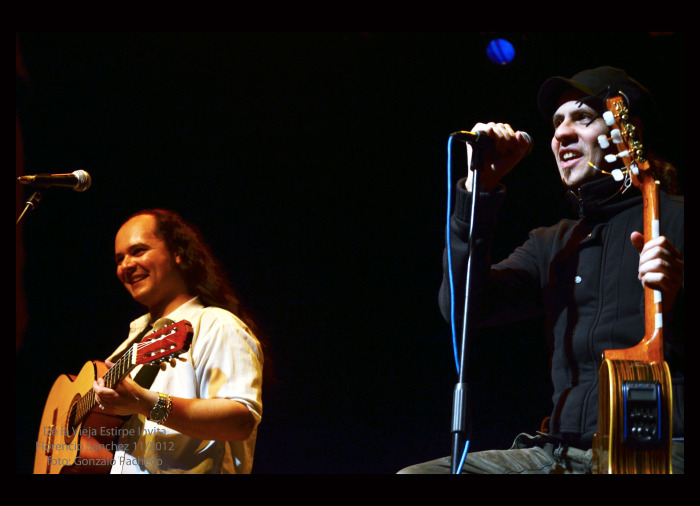
Tabaré Cardozo (derecha) en 2008. Es uno de los fundadores de la murga.

La murga surge en abril de 2001, producto de la unión de Yamandú Cardozo y Carlos Tanco y otros artistas a integrantes de la murga "Eterna madrugada". En el año 2001, comienzan su incursión en el encuentro Murga joven, logrando convertirse en un referente de este concurso juvenil. Al año siguiente logran el primer puesto del mencionado concurso, y posteriormente deciden dar la prueba de admisión para entrar en el Carnaval mayor en el año 2003.

### El Tablado Amateur (2002-2003)
En el año 2003 su primer año en el carnaval mayor llevan a cabo el repertorio "Tablado Amateur" que era una especie de "carnavalito" por la cual pasaban varias murgas (Murga "La Travesaña" y Murga "La Despedida" son de las más recordadas). Ese año consiguen acceder a la liguilla de una manera algo "inesperada" y quedan ubicados en la posición número 11 del carnaval mayor.
En dicho concurso su actuación le vale la mención a la "Revelación del Carnaval", junto con los parodistas “Antifaces”.

### El tiempo (2004)
En el año 2004 el tema de su actuación fue "El tiempo", la cual se convirtió en la primera en ser editada en disco. Algunos de los cuplés como "El tiempo de la crisis" y la "Puntualidad" eran los que hacían que el espectáculo tenga partes graciosas y a la vez con un mensaje. Este año también accedieron a la liguilla, culminando en el puesto 9 del concurso.

### Los sueños (2005)
Al año siguiente el tema escogido fueron "Los sueños" en los cuales representaron, el sueño americano, los sueños perdidos de los jóvenes blancos, y la pesadilla que tenía Julio María Sanguinetti con José Mujica, con una canción final con clara alusión al primer triunfo del Frente Amplio de ese año. Este último cuplé tuvo una gran respuesta del público lo que, sumado a otros factores, le dio la victoria ese año. Las menciones recibidas por su presentación correspondieron a "Mejor letrista de murgas" gracias al trabajo de Yamandú, Tabaré Cardozo y Carlos Tanco, "Mejor cuplé" por “El sueño americano” y la "Figura popular de murgas por voto popular" por la actuación de Martín Cardozo que era quien imitaba a José "Pepe" Mujica. Este fue el año de la primera victoria de esta murga en el concurso oficial.

### El fin del mundo (2006)
En el año 2006 obtienen nuevamente el primer premio del concurso oficial del carnaval, además de la mención al "Mejor saludo de murgas". Ese año llevaron a cabo los cuplés de "El discurso de Chávez" (en alusión a uno de los discursos del mandatario que se prolongó por 9 horas) con un Martín Cardozo imitándolo, "Uruguay afuera de la copa del mundo", otra vez Martín Cardozo protagonista haciendo de Marcelo "Pato" Sosa. Otros cuplés fueron de "Las cucarachas" y de "La papelera". Por último la canción final "Los hombres de mundo" y una retirada titulada "Niño del fin del mundo".
Los consecutivos éxitos en el concurso oficial obtenidos en los años 2005 y 2006 les permite realizar una gira por Argentina presentándose en La Plata, Buenos Aires y Rosario.. En el año 2013,Agarrate Catalina, presentó Esperando el Fin del Mundo en el que resumía lo más destacado de la murga uruguaya.En el cual se tomó como base el espectáculo de este año.Este espectáculo se presentó en Argentina, Chile y otros países de Sudamérica.

### El corso del ser humano (2007)
En 2007 además de repetir su gira por territorio argentino logran extender, con el apoyo de Ministerio de Relaciones Exteriores de Uruguay, sus presentaciones al continente europeo, brindando presentaciones en distintas ciudades de España, entre las que se contaron Madrid, Cádiz, Barcelona y Santander.
Ese año, a pesar de no poder repetir las victorias de 2005 y 2006, reciben las menciones especiales de "Mejor letrista de murgas", entregado a Yamandú y Tabaré Cardozo y Carlos Tanco, "Mejor retirada de murgas" y mejor cuplé por "Las maestras". Nicolás Arnicho fue quien llevó a cabo la canción final que desembocaba en la retirada.

### El Viaje (2008)
Con la presentación de su espectáculo 2008, titulado "El viaje", logran nuevamente acceder al primer puesto del Carnaval oficial, así como a una gran cantidad de menciones especiales entre las que se cuentan, "Mejor letrista de murgas" y "Mejor letrista de Carnaval", otorgadas a Yamandú y Tabaré Cardozo y Carlos Tanco, "Mejor puesta en escena de murgas", para Alberto “Coco” Rivero, "Mejor retirada de murgas", "Mejor saludo de murgas" y "Mejor espectáculo de carnaval".
"Los energizantes", "Los viejos militantes", "El novio de la nieta" eran algunos de los cuplés de ese año. Freddy "Zurdo" Bessio, quien se incorporó a la murga ese año fue quien cantó la canción final "La niebla". La retirada se titulaba "El último viaje"
Luego de concluido el Carnaval, emprenden una extensa gira por territorio uruguayo y argentino, recorriendo las ciudades de Paysandú, Salto, San José, Montevideo, Colonia, Rosario, San Carlos, Rocha, Fray Bentos, La Plata, Buenos Aires, Rosario, Bigand, Santiago del Estero, Mendoza, Córdoba y Santa Fe.

### Civilización (2010)
Después de tomarse todo el 2009 para descansar, Agarrate Catalina volvió al Carnaval en el 2010, donde presentó su espectáculo "Civilización". En éste, hicieron cuplés sobre diversos temas, mostrando como evolucionó la cultura de Uruguay desde la llegada de los primeros colonizadores hasta nuestros días. La actuación "Civilización" provocó controversia, ya que algunas personas de los pueblos originarios se sintieron ofendidos por el cuplé "Los charrúas" en el cual se satiriza de la forma de vivir de estos y su supuesta falta de civilización, comparado con otros pueblos autóctonos de América.
El Presidente de la República José Mujica también fue blanco de críticas debido a su manera de ser "poco civilizada" y sobre todo por su uso del lenguaje tan característico. Sin embargo, el presidente no se molestó por las críticas, llegando incluso a darle la razón a la murga: "Tienen razón, ando con el lenguaje medio desvencijado", dijo el mismo.
Este año culminan en la cuarta posición. Luego del carnaval, lanzaron su libro "Agarrate Catalina" y viajaron nuevamente por América Latina.

### Gente Común (2011)
Para el carnaval 2011, Agarrate Catalina presentó su espectáculo "Gente Común". El show abarca diversos temas, como la iglesia (cuando realizan el cuplé de "El Padre Atilio"), la participación de Uruguay en el mundial de fútbol (El Cuplé de "Usted") y la violencia. El cuplé sobre la violencia fue especialmente controversial. Con un lenguaje soez y directo, la violencia canta en primera persona, al ritmo de los cantos característicos de las barras bravas de fútbol. Vale destacar que este cuplé fue elegido como "Mejor cuplé del Carnaval". Esta actuación les valió nuevamente la obtención del primer premio.

### Comunidad (2012)
En el carnaval del 2012 Agarrate Catalina adopta como tema principal la comunidad. Hablan de la realidad de su murga (gente que se fue, y que vino). Hablan de su comunidad, al igual que lo dicen en la retirada". Tocan distintos aspectos de la comunidad que deberían ser eliminados (cuplé de "La Hoguera"), sobre el cambio de Punta del Diablo en los últimos años, sobre la Globalización (criticando a los países europeos) y sobre su opinión en cuanto a bajar la edad de imputabilidad. La canción final fue interpretada por Zurdo Bessio que llevó a una gran retirada que hablaba de ellos mismos.
En esta oportunidad su director fue Darío Prieto, exdirector de murga La Mojigata en sustitución de Tabaré Cardozo, y no contó con la presencia de uno de sus cupleteros "El Rafa" Cotelo.
Los fallos de carnaval los ubicaron en la posición número 10.

### 2013-2014
La murga no participó del concurso oficial del carnaval en los años 2013 y 2014.

### 2015
Agarrate Catalina se presentó a la Prueba de Admisión pero no logró superar dicha instancia, por lo que quedó fuera del concurso oficial.
Se presenta en el Vive Latino realizado en México

### Un Día De Julio (2015 - 2017)
Agarrate Catalina no se presentó a la prueba de admisión del Carnaval 2016.Presentaron su espectáculo "Un día de Julio", con el cual realizan una gira por Argentina y Uruguay ('Uruguay de punta a punta').
Este espectáculo narra la historia de un hombre solitario que vive con su madre y jamás ha salido de su casa. Desconforme con el mundo exterior desarrolla teorías para cambiarlo, pero un día de julio todo cambia para siempre. "La obsolescencia", "Los créditos", "Los panchos", "La paranoia tecnológica" y "Los baldes" (los dogmas) son los cuplés de "Un día de Julio".

### Defensores de Causas Perdidas (2019)
La Catalina volvió a presentarse a la prueba de admisión el 7 de noviembre de 2018, en la que resultaron en el primer lugar. El nombre del espectáculo es "Defensores de Causas Perdidas" y causó polémica en prensa y redes sociales. Algunas opiniones afirman que su letra tiene muchos elementos de la ideología liberal y la línea discursiva de la derecha política contemporánea, que niega la lucha de clases, asimilándola a una "causa perdida". Tras su pasada en la liguilla, después de varias suspensiones de la presentación en el teatro, se dieron a conocer los fallos que la posicionaron en la segunda posición.

### Amor y odio (2020)
Para el carnaval 2020 logran la primera posición con un espectáculo repleto de críticas y comentarios relacionados con la victoria de la 
Coalición Multicolor, apuntando también a Luis Lacalle Pou y a Guido Manini Ríos. Los otros cuplés presentados fueron "El Teleteatro" y "Los Heaters", el cual recibió una mención a mejor cuplé (conseguido por "Vamos a la Plaza" de Metele que son Pasteles). La canción final y la retirada son dedicadas a la aporofobia. Consiguen las menciones, además de la mencionada anteriormente, a Mejor puesta en escena de Murga, Mejor vestuario de Murga, Mejor batería de Murga, Mejor coro de Murga y Mejor saludo de Murga. También logran la mención (y posterior victoria) a Mejor maquillaje de Murga, Mejor letra de Murga, Mejor propuesta estética integral del Carnaval, Mejor iluminación y Mejor maquillaje de Murga. A nivel individual, la mención a Mejor solista de Murga fue ganada por Freddy "El Zurdo" Bessio.

### La Involución de las Especies (2022)
Se presentan en el carnaval 2022 luego de plantearse dudas sobre si la murga saldría después de la pandemia que canceló el carnaval anterior.
Con el regreso de Rafa Cotelo, la murga continúa con las críticas para con el gobierno de turno, posando en Rafa una imagen "derechista" al decirse amigo de "Luchi". Tras un salpicón inicial, el cuplé que le continúa trata las intenciones del presidente de alejarse de la intendenta de Montevideo, Carolina Cosse, seguido de uno relacionado con el Referéndum sobre la Ley de Urgente Consideración en búsqueda de conseguir el "Si" de la gente derechista, cerrando con "Los piojos resucitados" y rememorando al Uruguay de ayer, repitiendo y recordando la postura que tomó la murga en el año 2019. Obtienen el segundo lugar. Deciden no presentarse en el carnaval 2023, con la idea de regresar en 2024.

## Posiciones
- Posiciones obtenidas en el concurso oficial desde su primer ingreso en el año 2003 hasta la actualidad:

| 2003 | 2004 | 2005 | 2006 | 2007 | 2008 | 2009 | 2010 | 2011 | 2012 | 2013 | 2014 | 2015 | 2016 | 2017 | 2018 | 2019 | 2020 | 2021 | 2022 | 2023 | 2024 |
| ---- | ---- | ---- | ---- | ---- | ---- | ---- | ---- | ---- | ---- | ---- | ---- | ---- | ---- | ---- | ---- | ---- | ---- | ---- | ---- | ---- | ---- |
| 11.º | 10.º | 1º   | 1.º  | 5.º  | 1º   | -    | 4.º  | 1.º  | 10.º | -    | -    | -    | -    | -    | -    | 2°   | 1.º  | -    | 2.º  | -    | -    |

     Obtuvo el 1.er Premio.
     No participó.
     No pasó la prueba de admisión.
     No se realizó el concurso oficial de carnaval debido a la pandemia de COVID-19.

## Discografía
| Año  | Nombre                                              | Discográfica                |
| ---- | --------------------------------------------------- | --------------------------- |
| 2004 | El tiempo                                           | Montevideo Music Group.[12] |
| 2005 | Los sueños                                          | Montevideo Music Group[12]  |
| 2006 | El fin del mundo                                    | Montevideo Music Group [12] |
| 2007 | El corso del ser humano                             | Montevideo Music Group [13] |
| 2008 | El viaje                                            | Montevideo Music Group      |
| 2008 | Grandes Éxitos                                      | Montevideo Music Group      |
| 2010 | Civilización                                        | Montevideo Music Group      |
| 2011 | Gente común                                         | Montevideo Music Group      |
| 2011 | 10 Años (en vivo)                                   | Montevideo Music Group      |
| 2012 | La Comunidad                                        | Montevideo Music Group      |
| 2015 | Gira Mundial. vol 1                                 | Montevideo Music Group      |
| 2015 | Gira Mundial. vol 2                                 | Montevideo Music Group      |
| 2016 | Un Día de Julio                                     | Montevideo Music Group      |
| 2018 | 15 años (+2)                                        | Montevideo Music Group      |
| 2019 | Defensores de Causas Perdidas                       | Montevideo Music Group      |
| 2021 | Defensores de Causas Perdidas (En Vivo en el Sodre) | Montevideo Music Group      |
| 2023 | La Involución de las Especies                       | Montevideo Music Group      |
| 2024 | Amor y Odio (2020)                                  | Montevideo Music Group      |

### Colectivos
- 2001,  Murga joven
- 2008, Grandes éxitos